# 长毛垫状驼绒藜
长毛垫状驼绒藜（学名：Ceratocarpus compacta var. longipilosa）为苋科角果藜属垫状驼绒藜的变种，是中国的特有植物。分布于中国大陆的西藏、青海等地，目前尚未由人工引种栽培。